# Parachelifer dominicanus
Parachelifer dominicanus är en spindeldjursart som beskrevs av Beier 1976. Parachelifer dominicanus ingår i släktet Parachelifer och familjen tvåögonklokrypare. Inga underarter finns listade i Catalogue of Life.